# JCG (企業)
株式会社JCG（英: JCG co., Ltd.）は、日本のeスポーツイベント制作会社。CESA一般賛助会員。通称は「JCG」。eスポーツのイベント制作・運営を主力事業としている。

## 沿革
- 2017年5月1日 - 株式会社JCG 設立。
- 2020年1月23日 - 5.7億円の資金調達を完了。
- 2021年5月11日 - 5億円のシリーズB資金調達を完了。
- 2023年9月5日 - 日本テレビホールディングス子会社の日本テレビ放送網がJCGの株式を取得し、子会社化することが発表された[2]